# I natt går jorden under
I natt går jorden under är en svensk dramafilm från 1994 i regi av Anders Gustafsson. Filmen bygger på Ulf Starks novell Sista natten och i rollerna ses bland andra Henrik Linnros, Claes Ljungmark och Hampus Pettersson.

## Handling
Pojkarna Johan och Ove är bästisar. När Oves pappa dör blir Ove lite "konstig" och Johan börjar undvika Ove. En tid senare möts de igen och då visar Ove en radiosändare som gör att han kan tala med de döda. Johan finner det hela är obehagligt, i synnerhet när Ove får kontakt med sina döda pappa, som säger att jorden ska gå under. Pojkarna söker skydd i en övergiven stenkross. Jorden går inte under, men Oves hus brinner ner. Till slut återfinner pojkarna sin gamla vänskap.

## Rollista
- Henrik Linnros – Johan
- Claes Ljungmark – Johans pappa
- Hampus Pettersson – Ove
- Jessica Zandén – Oves mamma
- Leif Andrée – Oves pappa
- Nick Börjlind – Lennart

## Om filmen
Filmen producerades av Anne Ingvar för Vintergatan Film & TV AB, Sveriges Television AB Kanal 1 och Stiftelsen Svenska Filminstitutet. Fotograf var Johan M. Andersson, kompositör Thomas Sundström och klippare Åsa Mossberg. Filmen premiärvisades den 25 december 1994 på biografen Zita i Stockholm och året efter visades den på Göteborgs filmfestival.